# اورشه
اورشه (به بلغاری: Oreshe) یک منطقهٔ مسکونی در بلغارستان است که در شهرستان گارمن واقع شده‌است.
 اورشه ۱۴٫۵۵۶ کیلومتر مربع مساحت و ۲۵۵ نفر جمعیت دارد و ۱٬۱۱۶ متر بالاتر از سطح دریا واقع شده‌است.